# SN 2012K
SN 2012K (MASTER PGC002065) – jedenasta supernowa odkryta w 2012. Odkrycia dokonano 8 stycznia 2012 w ramach programu MASTER robotic Net, w momencie odkrycia jej jasność wynosiła 16m, supernowa należy do typu II. Gwiazda położona jest w galaktyce PGC 2065, w gwiazdozbiorze Andromedy.